# Kendal mint cake

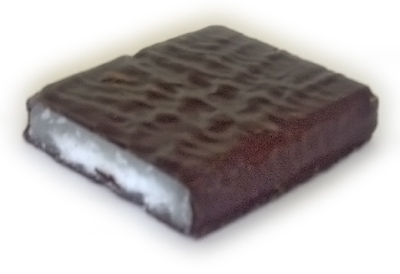
Kendal mint cake

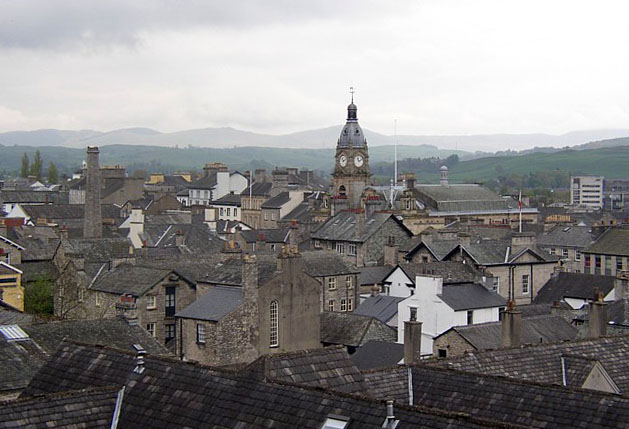
Kendal UK

Kendal mint cake is een oorspronkelijk uit de Engelse stad Kendal afkomstige zoete versnapering op basis van glucose en pepermunt. 
De cake zou in 1869 bij toeval zijn ontstaan terwijl ene Joseph Wiper bezig was een heel ander product te ontwikkelen, de glacier mints (doorzichtige muntsnoepjes).
Kendal Mint Cake is geliefd bij bergbeklimmers vanwege het hoge energiegehalte. Zo werd de cake bijvoorbeeld door Edmund Hillary meegenomen bij de beklimming van de Mount Everest in 1953.
Vandaag de dag wordt de Mint Cake nog door drie firma's gemaakt:
- Romney's: gesticht in 1918, deze is de grootste fabrikant van de Mint Cake in Groot-Brittannië.
- Wilson's: gesticht in 1915. De fabrikant James Wilson maakte als eerste de wereldberoemde toffee en concentreerde zich pas daarna volledig op de Mint Cake.
- Quiggin's: dit is de oudste fabrikant van de drie, ze is gesticht in 1840. 40 jaar later fabriceerden ze de Mint Cake.